# کنستانتینوس پالئوکاپاس
کنستانتینوس پالئوکاپاس (یونانی: Κωνσταντίνος Παλαιοκαπάς، ۱۶۰۰ – پس از ۱۶۴۰) نقاش یونانی فعال در قرن هفدهم بود. او در کرت فعال بود. معاصران او عبارت بودند از: الیاس موسکو، لئوس موسکو، ویکتور (شکل نگار)، فرانگیاس کاورتزاس و ایرمیاس پالاداس. سبک او شبیه به هم عصرانش بود، هنرمندان بخشی از مکتب کرت بودند. این هنر به شدت تحت تأثیر هنر ونیزی قرار گرفت. آثار باقی مانده او گواه سبک منطقه است. شش اثر از او باقی مانده‌است. برجسته‌ترین اثر او مصلوب شدن مسیح است. مصلوب شدن او با مصلوب شدن یوانیس موسکوس و مصلوب شدن (پاویاس) اثر آندریاس پاویاس قابل مقایسه است. اثر مصلوب شدن او فاقد دزد بی‌معنی منحصربه‌فردی است که در بسیاری از پیروان سبک پاویاس یافت می‌شود. مصلوب شدن او بیشتر شبیه ایوانیس موسکوس است. پالئوکاپاس سبک منحصر به فردی داشت. بیشتر آثار او در صومعه گونیا در کرت است. 

## تاریخچه
او در کرت چین متولد شد. اطلاعات زیادی از زندگی او در دست نیست. تاریخ نویسان تاریخ فعالیت او را بین ۱۶۲۰–۱۶۴۵ اعلام کرده‌اند. این جزیره در این دوره کانونی برای نقاشان بود. کار او شبیه استادان محلی است. آثار او شامل نقاشی‌های دیزیس است که در سال ۱۶۳۵ خلق شده‌است. این قطعه در آگیوس جورجیوس افنتیس در ورولیدیا Sifnos است. نقاشی‌های نیکلاوس بر تخت نشسته ۱۶۳۷، مصلوب شدن، و نیلوس در صومعه گونیا در کرت چینی وجود دارد. امضای او روی چهار اثرش است. رایج‌ترین امضای او χείρ Κωνσταντίνου Παλεοκάπα است. سبک او بر تعداد بیشماری از نقاشان یونانی و ایتالیایی تأثیر گذاشت. دیگر هنرمندانی که همچنین شناخته شده‌اند که مصلوب را به سبکی مشابه نقاشی کرده‌اند عبارتند از: تئوفان کرت، فرانگوس کنتاریس، امانوئل لامباردوس و جورجیوس مارگکازینیس. 

## نگارخانه

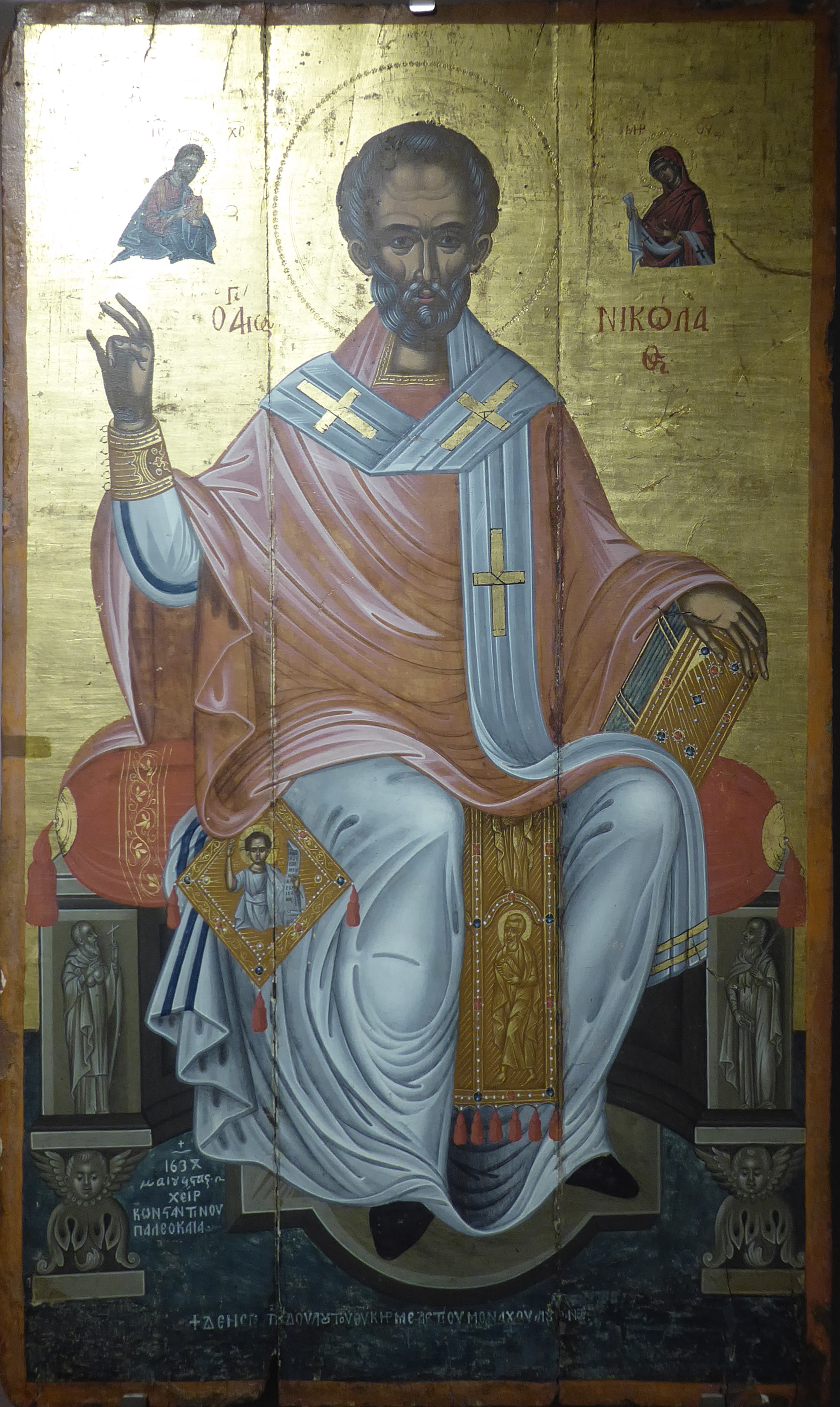
نیکلاس بر تخت نشست
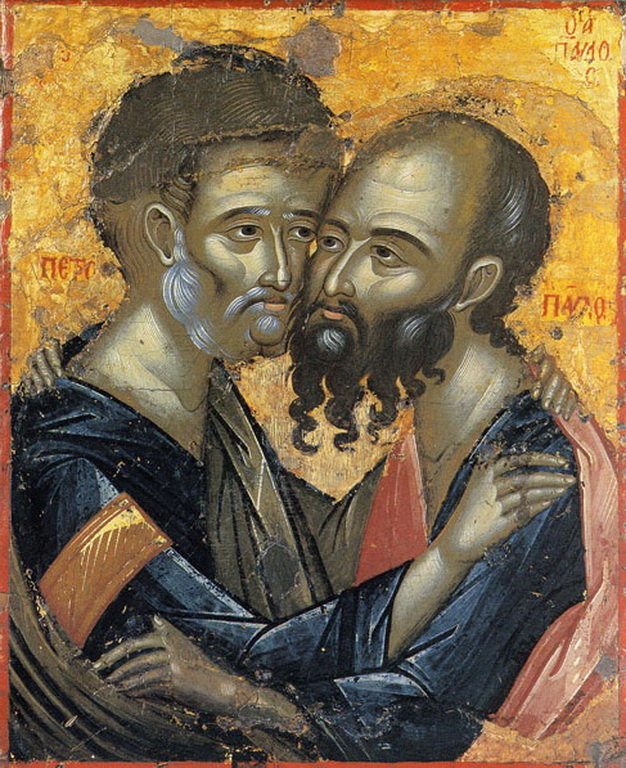
سنت پیتر و پل